# Rivière Propre
Rivière Propre är ett vattendrag i Kanada.   Det ligger i provinsen Québec, i den sydöstra delen av landet, 300 km nordost om huvudstaden Ottawa.
I omgivningarna runt Rivière Propre växer i huvudsak blandskog. Runt Rivière Propre är det mycket glesbefolkat, med 6 invånare per kvadratkilometer.